# دانيال كوهن (موزع)
دانيال كوهن (بالعبرية: דניאל כהן‏) هو موزع إسرائيلي، ولد في 18 فبراير 1984 في نتانيا في إسرائيل.

## وصلات خارجية
- الموقع الرسمي